# Audi Elaine
Audi Elaine — концептуальний електромобіль німецького автовиробника Audi AG. Був представлений на франкфуртському автосалоні у 2017 році разом з концептом Audi Aicon.

## Технічні особливості
Автомобіль може рухатися без участі водія за допомогою автопілота. Самостійно рухатися у пробках зі швидкістю не більше 60 км/год і на трасі зі швидкістю не більше 130 км/год самостійно виконуючи обгони. Авто має три електродвигуни, два на задні осі, один на передній, сумарна потужність котрих 435 к. с. (у спеціальному режимі може сягати 503 к.с.) Розгін до 100 км/год займає 4.5 секунди. Запас ходу з батареєю 95 кВт·год приблизно 500 км. Максимальна швидкість 250 км/год.

### Безпровідна зарядка
Автомобіль може заряджатися або від провідної швидкої зарядки в 150 кВт або безпровідної зарядки через систему заряджання Audi Wireless Charging.

### Audi AI Zone
В зоні Audi AI Zone автомобіль сам може заряджатися, заїзджати до автопаркінгу або автомийки.

### PIA
PIA (персональний інтелектуальний помічник) може налаштувати авто під водія — музику, клімат-контроль, місце парковки. PIA застосовує методи навчання машин та активно надає рекомендації. Ці дані зберігаються у хмарі і за потреби можуть переглядатися або копіюватися власником авто через мобільний додаток myAudi.